# Rivabella (Gallipoli)
Rivabella è una località balneare frazione del comune di Gallipoli in Provincia di Lecce. 
Situata tra Gallipoli e Lido Conchiglie, la località è abitata prevalentemente d'estate e costituisce un importante luogo della movida nel periodo estivo. Il centro ospita da circa 15 anni una piccola cittadella commerciale estiva.

## Economia

### Turismo
Rivabella si è sviluppata soprattutto dalla fine degli anni settanta con precisi connotati residenziali e turistici. Prima del suo sviluppo la località era detta Ponticello, in virtù di un ponticello costruito al di sotto della strada litoranea per consentire il deflusso delle acque piovane di un canale.

## Sito archeologico romano
Sulla spiaggia di Rivabella sono state rinvenute alcune sepolture del neolitico e i resti di una villa romana.

## Torre Sabea
Torre saracena costruita nel XVI secolo per protezione dagli attacchi dal mare. La torre,  a pianta quadrata,  è stata restaurata ed è in uso come hotel.